# Personnages de Vendredi 13

Cet article présente les personnages de la série de films Vendredi 13.

## Meurtriers

### Pamela Voorhees
- voir Pamela Voorhees (en), interprété par Betsy Palmer dans le premier film de 1980 et dans sa suite directe en 1981 puis interprété par Marilyn Poucher dans le troisième film sorti en 1982. Elle reviendra à l'écran en 2003 interprété par Paula Shaw et une toute dernière fois dans le remake de 2009 interprété par Nana Visitor.

Pamela Voorhees était cuisinière au camp de Crystal Lake l'année où son fils Jason se noya à cause des moniteurs qui faisaient l'amour au lieu de surveiller son jeune garçon. Après la mort de son fils, elle commença a entendre des voix dans sa tête, la voix de son fils lui demandant de tuer les personnes responsables de sa noyade. Un an après, elle assassine brutalement deux conseillers du camp pensant qu'ils étaient responsables de la mort de son fils. Le camp fut immédiatement fermé et les villageois commencèrent à renommer ce camp en « camp sanglant » ou « la colonie maudite ». Lorsqu'en 1962, les propriétaires ont tenté de rouvrir le camp, Pamela s'est empressée d'empoisonner l'eau et de déclencher des feux de forêts un peu partout pour les dissuader et personne n'a jamais su qu'elle était responsable de cela. Le camp referma aussitôt et n'a été rouvert que 17 ans après.
En 1979, Steve Christy, le nouveau propriétaire du camp décide de rouvrir le camp avec l'aide de sept moniteurs (Alice, Marcie, Annie, Jack, Bill, Brenda et Ned) et ce, malgré les multiples avertissements de Pamela. Elle entre ensuite dans une folie meurtrière et égorge Annie dans les bois alors qu'elle l'avait prise en stop pour rejoindre le camp. Elle attrape ensuite Ned dans une cabane et lui tranche la gorge avant de le placer sur le lit superposé sur lequel Jack et Marcie ont fait l'amour sans se douter un seul instant qu'ils étaient les suivants. Elle perce ensuite la gorge de Jack avec une flèche depuis le dessous du lit et s'empresse d'aller enfoncer une hache dans le visage de Marcie quand elle se rend aux toilettes. Elle transperça Brenda avec une flèche sur le terrain de tir à l'arc et Lorsque Steve rentre au camp, il se fait poignarder à la poitrine au même endroit où Brenda s'est faite assassinée. Lorsque Bill se rend au groupe électrogène pour rétablir le courant au camp, il se fait lui aussi trancher la gorge avant d'être fixer contre la porte de la remise avec des flèches.
Avant de s'en prendre à la dernière conseillère (Alice), elle la terrorise en lui faisant découvrir les corps. Elle trouve d'abord celui de Bill et se réfugie aussitôt dans la cabane principale puis découvre celui de Brenda projetée à travers la fenêtre de la cuisine. Après ça, Pamela fait sa grande entrée au volant de sa Jeep afin de faire sortir Alice de sa tanière. Pensant que c'était Steve qui rentrait, elle sortit immédiatement vers la Jeep. Elle se présente alors comme étant Mme Voorhees, une vieille amie des Christy.
Quand elle retourne dans la maison avec Alice, elle parle de la noyade de son jeune garçon à Alice et la tient comme responsable de sa mort. Elle commence à avoir des visions de son enfant en train de se noyer et répète « Tue-la maman, tue-la » alors qu'Alice venait de s'enfuir. Elle la retrouve enfermée dans le sellier, alors qu'elle enfonce la porte à coup de hache, Alice s'arme d'une poêle et l'assomme avec lorsqu'elle réussit à entrer puis s'enfuit à nouveau. Elle lui remet la main dessus dans la réserve d'armes. Pamela gifle Alice avant de recevoir un coup de crosse sur le visage ce qui l'étourdit le temps qu'Alice prenne une fois de plus la fuite. Elles se confrontent une dernière fois sur le rivage. Au cours de cette lutte, Alice arrive à prendre le dessus en ramassant la machette qui devait servir à la tuer et décapite Pamela d'un coup net.

### Jason Voorhees
- voir Jason Voorhees, interprété par Ari Lehman dans le tout premier film de 1980. Il sera remplacé par Steve Daskawisz et Warrington Gillette dans le deuxième opus de 1981. C'est ensuite Richard Brooker qui l'interprétera en 1982 avant d'être une fois encore remplacé par Ted White en 1984. En 1985, Tom Morga sera le nouveau Jason et en 1986 C.J. Graham et Dan Bradley se partageront le rôle. Kane Hodder interprétera Jason du septième opus de 1988 jusqu'au dixième opus de 2002. Il sera ensuite interprété par Ken Kirzinger dans le crossover Freddy vs Jason de 2003 et enfin par Derek Mears dans le remake de 2009.

Jason est le fils de Pamela Voorhees et est né le vendredi 13 juin 1946 avec une Hydrocéphalie ce qui aura pour conséquence de faire fuir Elias Voorhees, son père. Il est donc élevé par sa mère, Pamela. En juillet 1957, sa mère trouve un emploi en tant que cuisinière au camp de Crystal Lake et emmène son fils. Tandis que celui-ci était malmené par les autres enfants à cause de sa paralysie faciale, il glisse du ponton et tombe à l'eau. Les moniteurs responsables de l'encadrement et la surveillance des enfants firent l'amour lorsque cela arriva et Jason se noya dans le lac. Lorsqu'en juin 1979, Pamela assassine brutalement Steve Christy et six de ses conseillers, elle ignorait que Jason était encore en vie et vivait dans la prison de sa folie dans les bois, se nourrissant d'herbes et d'animaux sauvages. Lorsque Pamela fut décapitée par Alice, Jason était là caché derrière un arbre et a assisté à toute la scène. Depuis lors, il s'est fait la promesse de tuer toutes personnes qui prendraient la décision d'envahir Crystal Lake qu'il considère comme son territoire. Il sera par la suite responsable de la mort de centaines de personnes, des morts toutes aussi brutales que sanglantes. Son arme de prédilection sera la machette (un clin d'œil à l'arme qui a servi à décapiter sa mère sous ses yeux) et Crystal Lake sera devenu son terrain de chasse.
Bien que Jason meurt à la fin de quelques uns des films, il finit toujours par revenir, il sera considéré comme un être immortel qui ne ressent ni la peur, ni la douleur. Une machine à tuer possédant une force herculéenne et totalement silencieuse.

## Vendredi 13(1980)

### Survivants

#### Alice Hardy
- interprété par Adrienne King

Alice est l'unique survivante des meurtres commis par Pamela Voorhees en 1979 alors qu'ils tentaient de rouvrir le camp avec six autres conseillers et leur patron Steve Christy.
Alors qu'elle mettait en place une gouttière avec Steve, elle lui fait part du fait qu'elle devrait peut-être se rendre en Californie pour mettre les choses au clair mais Steve arrive à la convaincre de rester au moins jusqu'à Vendredi. Lorsqu'elle et Bill se retrouve tout seul, ils décident de chercher des réponses et se rendent à la cabane de Brenda. Ils y découvrent une hache ensanglantée posée au centre du lit. Après cela, le courant fut coupé dans tout le camp et alors que Bill partit réparer le courant, Alice s'endort un court instant sur le canapé. À son réveil, Bill n'est toujours pas rentrer et le courant n'est toujours pas rétablit. Quand elle sort rejoindre Bill à la remise, elle le découvre accroché à la porte et transpercé de plusieurs flèches. Elle se réfugie dans la cabane principale et s'y enferme, puis elle reçoit le corps de Brenda par la fenêtre de la cuisine. Les phares d'un véhicule se laisse entrevoir à travers les fenêtres du séjour et pensant que c'est Steve, elle rejoint la Jeep aussitôt et tombe sur Mme Voorhees qui se présente à elle comme étant une vieille amie des Christy. Elle fond en larmes dans ses bras et lui explique qu'ils ont tous été tués et que si elle y allait, elle se ferait tuer également. Mme Voorhees et elle entre dans la cabane et après qu'elle vit le corps de la jeune femme sur le sol de la cuisine, elle se mit à lui parler de son fils, Jason mort noyé il y a plusieurs années de ça. Une bataille entre Pamela qui tentait de tuer Alice et Alice qui tentait d'échapper à Pamela débuta du séjour de la cabane jusqu'au rivage du lac où se déroula l'affrontement final. C'est ici qu'Alice ramassa la machette de Pamela pour la décapiter sans se douter que Jason assistait à la scène caché derrière un arbre. Elle prit ensuite le canoë et s'endormit à l'intérieur, elle se réveilla au beau milieu du lac et c'est alors qu'elle fut entraînée sous l'eau par ce qui pouvait ressembler au corps de Jason lorsqu'il était encore un jeune garçon dévoré par les années au fond du lac.

### Victimes

#### Barry Jackson
- interprété par Willie Adams

Barry est la toute première victime de Pamela, il est poignardé sous les yeux de Claudette en été 1958 alors qu'ils se bécotaient dans une remise de Crystal Lake après la chanson « Hallelujah ».

#### Claudette Hayes
- interprété par Debra S. Hayes

Claudette fut la deuxième victime de cet été 1958, assassinée par Pamela Voorhees quelques secondes après qu'elle a tué son petit-ami sous ses yeux.

#### Marcie Stanler Cunningham
- interprété par Jeannine Taylor

Marcie est la petite amie de Jack Marand et l'une des victimes de Pamela en 1979 alors qu'elle faisait partie des monos qui retapaient le camp. Elle a été embauchée par Steve Christy avec son petit ami Jack et leur ami Ned. Ils sont arrivés au camp le vendredi 13 juin 1979. Alors que Steve s'en va faire des courses en ville, elle fait la connaissance des autres monos sur les quais. Elle part ensuite se promener avec Jack et lui fait part de ses craintes quant aux orages. Après avoir discuté, ils se rendent à leur cabane et font l'amour puis elle part aux toilettes laissant son petit ami seul dans la cabane quelques instants. Après avoir uriné, elle se rafraîchit devant le miroir et pense être surveillée derrière le rideau de douche à sa gauche. Après avoir regardé derrière le rideau, elle se rendit compte qu'il n'y avait personne dans les douches. Marcie se retourne et pousse un cri terrible avant de recevoir une hache en plein visage, la tuant sur le coup. Cette même hache fut retrouvée plus tard sur le lit de Brenda par Bill et Alice.

#### Annie Phillips
- interprété par Robbi Morgan

Annie est embauchée comme cuisinière au camp par Steve. Elle entre dans un bar du village et demande sa route jusqu'à Crystal Lake. Enos, un camionneur la dépose au carrefour puis elle marche jusqu'au camp. Quand une voiture arriva, elle fit de l'auto-stop, la voiture s'arrêta un peu plus loin pour la faire monter. Dans la voiture, Annie parle de son enthousiasme à s'occuper des enfants mais elle déchante quand elle se rend compte que la voiture ne l'emmène pas à Crystal Lake. La peur l'envahit et elle saute de la voiture avant de courir dans la forêt. La voiture s'arrête et le conducteur la poursuit jusque dans les bois pour lui trancher la gorge contre un arbre après qu'elle a trébuchée.

#### Jack Marand Burrell
- interprété par Kevin Bacon

Jack est le petit-ami de Marcie et l'ami de Ned, ils arrivent ensemble au camp et rencontrent Steve qui leur demande de l'aider à déraciner la souche d'un vieil arbre. Après que Steve soit parti en ville, ils se rejoignent tous au lac pour faire connaissance. Une fois le ciel assombrit par les nuages et le bruit de l'orage, il se promena avec Marcie qui lui fait part de ses craintes de petites filles liées à l'orage et à ses cauchemars. Plus tard, ils feront l'amour dans leur cabanon alors que Ned sera mort la gorge tranchée au dessus d'eux. Marcie part aux toilettes et quelques minutes après, il se fait enfoncer une flèche dans la gorge par Pamela qui se trouvait sous le lit, ce qui le tua en quelques secondes.

#### Bill Brown
- interprété par Harry Crosby

Bill est l'un des moniteurs embauché par Steve Christy, il est lui aussi responsable de la rénovation avant la réouverture du camp. Après l'arrivée de Jack, Marcie et Ned, il se rend dans le cabanon d'Alice après l'avoir entendu hurler et tue le serpent qui était sous son lit. Alors que Steve était parti faire des courses en ville, il fit la connaissance de ses nouveaux collègues autour du lac. Après la partie de strip Monopoly avec Brenda et Alice, il part voir le groupe électrogène et à son retour Alice lui fait part du fait qu'elle ait entendue Brenda crier, elle lui raconte aussi avoir vu le stand de tir à l'arc éclairé. Essayant de la calmer, il va voir ce qu'il se passe et accepte qu'elle vienne avec lui. Le courant fut ensuite coupé dans tout le camp et alors que Bill demanda à Alice d'attendre Steve dans le cabanon principal, Bill part remettre le courant. Il fut ensuite assassiné par Pamela et accroché à la porte, la gorge tranchée et transpercer de flèches.

#### Brenda Jones
- interprété par Laurie Bartram

Brenda est l'un des moniteurs embauché par Steve Christy. Elle s'occupe du stand de tir à l'arc lorsque Marcie, Jack et Ned sont présentés à Alice. Elle se rendra aussi au lac pour faire connaissance avec les autres monos et fait du bouche-à-bouche à Ned qui a fait semblant de se noyer pour attirer l'attention. Elle participe à une partie de strip Monopoly avec Bill et Alice dans le cabanon principal et lorsque la tempête se déchaîne, elle se rappelle ne pas avoir fermé ses fenêtres, elle arrête la partie et va se coucher par la même occasion alors que selon elle, la partie commençait à devenir intéressante. Plus tard, elle entendra la voix d'un enfant crier à l'aide et se rend en nuisette jusqu'au stand de tir qui fut éclairé instantanément. Elle fut tuée sans qu'on ne puisse voir la scène mais hurla tellement fort qu'Alice cru l'entendre.

#### Ned Rubinstein
- interprété par Mark Nelson

Ned est le petit comique du groupe et l'ami de Marcie et Jack. Steve l'embauche avec ses amis pour aider à rénover le camp et à leur arrivée, ils déracinent tous les quatre la souche d'un vieil arbre. Ils s'en vont tous au lac pour apprendre à se connaître pendant que Steve était absent. Après cela, Ned part se balader seul et entre dans un cabanon où il croyait avoir vu une silhouette y entrer. Il se fit trancher la gorge par Pamela et son corps fut posé sur le lit superposé où Jack et Marcie feront l'amour un peu plus tard.

#### Steve Christy
- interprété par Peter Brouwer

Steve Christy est le nouveau propriétaire du camp et embauche sept moniteurs pour retaper le camp à ses côtés avant sa réouverture. Après l'arrivée de Jack, Marcie et Ned, il se rend en ville faire des courses et ne reviendra qu'en plein milieu de la tempête déposé par un policier aux abords de Crystal Lake. Arrivé à l'entrée du camp, il se fait aveuglé par une lampe torche et reconnaît la personne derrière car on l'entend dire « ah c'est vous, qu'est-ce que vous faites dehors par ce temps ? », on peut donc imaginer qu'il était étroitement proche de la famille Voorhees. Pamela l'assassine avant d'aller s'en prendre à Bill et Alice.

## Vendredi 13: Le Tueur du vendredi(1981)

### Survivants

#### Ginny Field
- interprété par Amy Steel

Ginny est psychologue pour enfants et également la petite-amie de Paul Holt, le directeur du centre de formation à Packanack Lodge. Elle y travaillera en tant qu'assistante en 1984. Elle arrive en retard à cause d'un dysfonctionnement sur sa voiture. Paul l'emmène dans son bureau lui dire que ce n'est pas sérieux d'arrivée en dernière au vu de son poste. Elle s'excuse et lui assure qu'elle ne sera plus jamais en retard de toute sa vie. Elle déplace ensuite sa voiture après avoir fait une petite farce à Paul. Au soir, elle joue une partie d'échecs avec lui et gagne la partie. Hésitant entre se faire casser le bras par Mark ou se faire casser la tête par Ted, le crack en électronique, elle choisit sagement d'aller se mettre au lit. Paul la rejoint peu de temps après, elle et lui feront l'amour ensemble alors qu'ils sont observés par Ralph caché derrière un arbre. Au réveil, elle trouve un message de Paul sur son miroir « ATTENTION AUX OURS » ! Dans la journée, l'officier Winslow ramène Jeff et Sandra dans le bureau de Paul où elle se trouve également. Ayant désobéi, Paul demande à Ginny de leur donner qu'un seul dessert ce soir. Elle l'accompagne également avec Ted et d'autres moniteurs à leur dernière virée nocturne. Au bar, elle émet une théorie selon laquelle Jason serait encore en vie et vivrait comme une sorte d'homme-bête sur le territoire du camp sanglant se nourrissant de ce qu'il trouve, herbes ou animaux sauvages. Elle prétend aussi que Jason ne devait pas savoir ce qu'était la mort jusqu'à cette nuit où sa mère fut décapitée par Alice, qu'il devait être caché au moment du meurtre et qu'il avait assisté à toute la scène. Les heures passèrent et Ginny et Paul rentrent à Packanack. À leur arrivée, ils retrouvent le chalet entièrement vide. Après avoir fouillé en bas, ils montent à l'étage et découvrent le lit de Jeff et Sandra recouvert de sang, se demandant alors si c'est une mauvaise blague. Ils redescendent en bas et c'est à ce moment que les lumières s'éteignent. Alors que Paul se baladait dans le noir dans le salon, Ginny aperçoit une présence et prévient Paul avant qu'il ne se fasse agresser. Jason assomme ce pauvre Paul et se met à pourchasser Ginny. Elle s'enfuit dans la salle de bains mais Jason enfonce une fourche à travers, elle décide alors de passer par la fenêtre. Après une poursuite pour le moins éprouvante, elle trouve une cabane éclairée et demande de l'aide. En rentrant à l'intérieur, elle aperçoit Jason par l'une des fenêtres et se réfugie à l'arrière en verrouillant la porte. Alors que Jason enfonçait la porte, elle se retourne et voit l'autel avec la tête de Pamela, le sweat et la machette de la défunte. Elle enfile le pull et cache la machette à son dos pour tromper Jason et se faire passer pour sa mère. La ruse avait l'air de fonctionner mais lorsqu'elle se déplaça de quelques centimètres, Jason aperçu la tête de sa défunte mère et attaque Ginny, la blessant avec sa pioche. Paul arrive et saute sur Jason, Ginny ramasse la machette et lui enfonce dans l'épaule. Jason tombe au sol, inanimé, Paul et elle lui enlèvent le sac à patate qui recouvrait son visage. Ils aperçoivent avec effroi son visage horriblement défiguré. Ils sortent de la cabane et rejoignent la cabane de Ginny. Un bruit retentit vers la porte alors elle s'arme de la fourche que Jason avait laissé au sol et Paul ouvre la porte mais ce n'était que Muffin, le chien de Terry. Jason apparaît en brisant la fenêtre derrière elle et tentant de l'attraper. Plus tard, elle sera emmenée par les ambulanciers et leur demandera où est Paul.

#### Paul Holt
- interprété par John Furey

Il est le petit-ami de Ginny Field. Après avoir travaillé de nombreuses années dans des camps de vacances à travers le pays, il décide d'ouvrir un centre de formation à Packanack Lodge en 1984. Il engagea Ginny comme assistante et Ted comme second assistant. Le centre de formation se situe très proche du camp sanglant de Crystal Lake mais il ne semble pas dérangé par cela. Le soir-même, Paul raconte l'histoire de Pamela Voorhees et de son fils Jason autour du feu de camp où il avait regroupé tous les stagiaires venus se perfectionner en tant que moniteur/monitrice. Après son histoire, Ted saute sur les moniteurs avec un masque et une lance, ce qui aura pour but de les effrayer. Paul ressaisit tout le monde en expliquant que ce n'est qu'une légende mais que le territoire du camp sanglant était expressément interdit ! Après cela, il joue une partie d'échecs avec Ginny et se fait lamentablement écraser. Il suit Ginny lorsqu'elle décide d'aller se coucher et font l'amour dans la cabane de celle-ci sans se douter qu'ils sont surveillés par Ralph, le fou du village. Le lendemain, l'officier Winslow lui ramène Jeff et Sandra qui avaient désobéit et s'étaient aventurés sur le territoire sanglant, il les réprimande en les privant de sorties le soir-même et demande à Ginny de ne servir qu'un seul et unique dessert pour eux également. Paul, Ginny, Ted et quelques uns des moniteurs passent la nuit dans un bar en ville, profitant de leur dernière virée. Ginny émet l'hypothèse selon laquelle Jason serait encore en vie et se cacherait dans les bois au cœur du territoire sanglant comme une sorte d'homme-bête. Paul pense qu'elle a trop bue et la rassure en lui expliquant encore une fois que Jason n'est qu'une légende. Quelques heures plus tard, Ginny et lui retournent à Packanack et trouvent le camp totalement vide. En fouillant dans la chambre de Jeff et Sandra, ils découvrent un lit remplit de sang et se demandent si c'est une blague. Lorsqu'ils redescendent en bas, le courant est soudainement coupé. Se baladant dans le salon et dans le noir, Ginny sentie une présence et avertie Paul de justesse avant qu'il ne se fasse sauter dessus par Jason dont on ne voyait que la silhouette. Il fut aussitôt assommé par le meurtrier qui pourchassa Ginny. Ayant repris ses esprits, Paul suit Ginny et Jason jusqu'à la cabane où repose la tête de Pamela Voorhees ainsi que son sweat et sa machette. Il saute aussitôt sur Jason lorsqu'il voit que Ginny est en danger, le distrait suffisamment longtemps pour que Ginny lui enfonce la machette dans l'épaule. Alors que Jason restait au sol, inanimé, Ginny et Paul lui enlèvent le sac à patate qui cachait son visage. Ils virent tous deux un visage horriblement défiguré et quittèrent la cabane. De retour dans la cabane de Ginny, pensant être à l'abri du danger, un bruit retentit à la porte de la cabane, Ginny s'arme immédiatement d'une fourche et Paul ouvrit la porte mais ce n'était que Muffin, le chien de Terry. Quelques secondes plus tard, Jason surgit à travers la fenêtre. Plus loin, Ginny est emmené dans une ambulance mais nous ne savons pas ce qui est arrivé à Paul. Il a prétendument survécu alors que d'autres théories diffèrent sur le fait qu'il ait été tué par Jason.

### Victimes

#### Mark Jarvis
- interprété par Tom McBride

Mark a rejoint le centre de formation de Paul en 1984 afin de se perfectionner lui aussi bien que sa condition ne facilite pas ses mouvements au camp. Mark est paralysé et se trouve en fauteuil roulant. Mark et Vickie commencent à se rapprocher peu à peu, ils se prirent chacun d'une certaine affection pour l'autre et finisse par s'embrasser lorsqu'ils seront seul dans le séjour de Packanack Lodge. Vickie était partie se refaire une beauté avant de se rejoindre pour une folle nuit d'amour et pensant qu'elle revenait, il est sorti avec son fauteuil. Il se fait enfoncer une machette dans le visage et dévale les escaliers emmenant au lac. Il fut la sixième victime de Jason Voorhees.

#### Vickie Perry
- interprété par Lauren-Marie Taylor

Vickie est l'une des stagiaires au centre de perfectionnement des moniteurs dirigé par Paul Holt. Elle fut tuée par Jason après être entrée dans la chambre de Jeff et Sandra. Vickie avait déjà travaillé avec Paul un an durant avant de s'inscrire à ce stage. Elle commence à se rapprocher de Mark, jusqu'au soir ou elle l'invite à passer la nuit avec elle. Elle va à sa cabine se rafraîchir alors que Mark l'attendait patiemment au chalet. À son retour, elle ne vit plus personne et décide de chercher quelqu'un. En montant à l'étage, elle entre dans la chambre de Jeff et Sandra qu'on ne voyait que caché sous les couvertures. Alors qu'elle s'approchait doucement du lit, Jason dissimulé aussi sous les couvertures fait surface et entaille Vickie. Prise de panique, elle recule avec peur contre le recoin de la porte et découvre le corps de Jeff suspendu au mur puis se fait poignarder par Jason avec un immense couteau de cuisine.

#### Sandra Dier
- interprété par Marta Kober

Elle est la petite-amie de Jeff et bien qu'ils sont morts tous les deux en même temps, Jeff s'étant fait empaler en premier, elle est techniquement la huitième victime de celui-ci. On apprendra dans le quatrième film qu'elle était également la petite sœur de Rob. Sandra arrive au camp avec Jeff en 1984 afin de se perfectionner en tant que monitrice. C'est elle qui a remarqué que le propriétaire de station-service remorquait leur camionnette. En lui courant après, ils découvrent que c'était une farce de Ted qu'ils avaient appelés au même moment où la camionnette s'est faite remorquée. Ils se rendent tous les trois à Packanack mais sont arrêtés en cours de route par un arbre couché au milieu de la route. Une fois l'arbre dégagée, ils reprirent la route jusqu'au centre de formation. Le lendemain, elle convainc Jeff de visiter le camp sanglant sans en parler à personne et tombe sur la carcasse ensanglantée de Muffin, la chienne de Terry. Ils se font interpellés par l'officier Winslow et immédiatement ramenés à Packanack auprès de Paul Holt, le directeur qui les prive de dessert et de sortie pour leur donner une bonne leçon. Alors que son petit-ami trichait au bras de fer contre Mark, elle lui suggère de continuer de s'amuser à l'étage. En faisant l'amour, ils n'entendirent pas Jason entrer dans la pièce et se feront ainsi empaler par la lance qu'il avait récupéré dans les escaliers.

#### Jeff
- interprété par Bill Randolph

Jeff est le petit-ami de Sandra et la septième victime de Jason Voorhees. Il se rend à Packanack dans sa camionnette avec Sandra et Ted qu'ils rencontrent en ville après l'une de ses mauvaises farces. Sur la route, il se retrouve coincé par un arbre couché en plein milieu de la route. Le lendemain, sa petite-amie arrive à le convaincre de visiter le camp sanglant et tombe sur la carcasse de Muffin, la chienne de Terry. Ils se font interpellés par l'officier Winslow qui les ramènent à Packanack et se feront par la suite réprimandés par Paul Holt, le directeur du centre de formation en présence de Ginny Field, sa compagne et assistante. Alors qu'un petit groupe de stagiaires partent pour une dernière virée en ville, Paul les empêche de venir avec eux afin de leur donner une leçon, ils restent donc tous les deux au camp avec quelques autres moniteurs. Il fera dans la soirée un bras de fer avec Mark puis sera convaincu par Sandra de monter à l'étage. Faisant l'amour l'un sur l'autre, ils n'entendirent pas Jason entrer dans la pièce avec la lance qu'il avait saisit dans les escaliers. Ils se feront tous deux empalés à travers le lit par cette lance. Plus tard, Jason prend le corps de Jeff pour le suspendre au mur par le plafond avec les draps juste derrière la porte.

#### Terry McCarthy
- interprété par Kirsten Baker

La cause de son décès restant inconnue, elle fut la cinquième victime de Jason Voorhees en 1984. Terry était venu à Packanack pour se perfectionner en tant que monitrice de camp de vacances. Elle était aussi la propriétaire de Muffin, son petit chien. À son arrivée, elle a remarqué que Scott avait le béguin pour elle, un béguin non-réciproque de son côté. Lorsque Scott lui demande de danser, elle décline poliment puis se met à rire lorsqu'il se met à danser avec son chien. Plus tard, elle part se baigner toute nue dans le lac et à son retour sur la terre ferme, ses affaires avaient disparu et Scott apparaît justement avec eux. Elle lui court après et la poursuite s'arrête quand Scott se fait attraper par un piège et se retrouve suspendu. Profitant de la situation, elle accepte de le libérer que si celui-ci lui promet de la laisser tranquille. Elle part dans sa cabane pour récupérer un couteau suisse afin de couper la corde mais à son retour, elle découvre que Scott a été égorgé. Sa mort s'arrête à un hurlement face caméra.

#### Alice Hardy
- interprété par Adrienne King

Alice est l'unique survivante des meurtres commis par Pamela deux mois auparavant. Elle essaye de reprendre sa vie en main et vit seule. Un soir, son téléphone se mit à sonner mais personne ne répondait à l'autre bout. Elle verrouille sa porte d'entrée. Au bout d'un moment, elle entend un bruit provenant de la cuisine et sursauta quand le chat passa la fenêtre. Comprenant que le chat avait faim, elle fit chauffer sa gazinière et en ouvrant le frigo, elle y découvre la tête de Pamela. Après un cri effroyable, elle se fait attraper par derrière et enfoncer un tournevis dans le crane. Elle fut la première victime de Jason.

#### Scott Cheney
- interprété par Russell Todd

Scott est le petit farceur du groupe. Il rejoint le stage de perfectionnement des moniteurs dirigé par Paul Holt en 1984. Il a le béguin pour une stagiaire nommée Terry. Il la harcèle à longueur de temps ce qui commençait à déplaire à la jeune femme. Lorsqu'il l'invite à danser, celle-ci refuse et lui voulant continuer à la faire rire se met à danser avec son petit chien. Après avoir vu Jason par la fenêtre, le chien de Terry commence à s'agiter et Scott est forcé de le laisser tranquille. Lorsque quelques membres du groupe partent en ville pour une dernière soirée, il décide de rester avec Terry. Il lui vole ses affaires alors qu'elle s'en va nager nu au clair de Lune. Scott la nargue et lui rend ses affaires un par un. Continuant à narguer Terry, il ne fait pas attention au piège qui se situait à ses pieds et se retrouve suspendu par une corde. Il supplie Terry de le libérer, elle accepte uniquement s'il lui promet de la laisser tranquille, ce qu'il promit. Alors qu'elle partit chercher un outil tranchant pour couper la corde, Scott se fait égorgé par Jason.

#### Ralph
- interprété par Walt Gorney

Raplh est le fou du village, dans le premier film il prévient Annie que la colonie est maudite et qu'elle n'en reviendra jamais alors qu'Enos allait la faire monter dans son camion. Dans le deuxième film, il retourne à Crystal Lake et observe Ginny et Paul s'embrassant dans une des cabanes. Il se fait étranger contre un arbre peu de temps après par Jason, le fils de Pamela Voorhees.

#### L'officier Winslow
- interprété par Jack Marks

L'officier Winslow se fait assassiner par Jason alors qu'il rentrait de Packanack Lodge après avoir raccompagné deux jeunes stagiaires qui s'étaient aventurés au limite du camp sanglant. Alors qu'il conduisait, il vit une personne entrer dans les bois, il descendit de sa voiture et le pourchassa jusqu'à ce qu'il tombe sur une cabane en ruine. À l'intérieur, il poussa une porte et vit une tête posé au centre d'un tronc comme pour une cérémonie avec des bougies autour de la tête mais avant qu'il n'ait eu le temps de prévenir ses supérieurs, il se fait enfoncer un marteau dans le haut du crâne par Jason et meurt instantanément.

## Vendredi 13: Meurtres en trois dimensions(1982)

### Survivants

#### Chris Higgins
- interprété par Dana Kimmell

Chris est la petite-amie de Rick et l'unique survivante des meurtres commis par Jason à Higgins Haven. Durant son adolescente, après être sortie en douce pour retrouvée Rick et passer une magnifique soirée à ses côtés, elle se fait hurler dessus par ses parents et sa mère la gifla. Pour les punir de l'avoir maltraitée, elle décide de rester dans les bois toute la nuit afin qu'ils éprouvent du remords. Quand elle s'endormit, elle rencontra Jason (des années avant qu'il ne devienne un tueur de masse). Elle s'évanouit et se réveille aux côtés de ses parents qui prétendaient que ce qu'elle pensait avoir vécue n'avait jamais eu lieu.
En 1984, elle revient à Crystal Lake avec des amis et ce un jour après les meurtres commis par Jason à Packanack Lodge. Elle rejoint Crystal Lake en camionnette en compagnie de Shelly, Debbie, Vera, Andy, Chili et Chuck. À son arrivée dans le chalet, Rick l'interpelle ce qui aura pour conséquence de la faire sursauter. Alors qu'ils feront monter la paille à l'étage de la grange, ils seront surpris un peu plus tard par un hurlement terrible venant de l'intérieur de la maison. Pendant que Rick fouillait le bas, elle montait vérifier en haut. Le bruit retentit une fois de plus menant à l'une des chambres. Une fois entrer, elle surprit ce bruit venant de l'intérieur du placard, elle l'ouvrit et découvrit le corps de Shelly tomber à ses pieds. Après avoir poussé un hurlement, Rick la rejoint et la prend dans ses bras lui demandant de ne pas regarder. Puis le reste du groupe arrive et Andy s'approche de Chili malgré les interdictions de Rick. Il le chatouilla et Shelly se mit à rire, ce n'était qu'une farce de très mauvais goût.
Plus tard, Vera et Shelly reviennent de leurs courses avec la voiture de Rick en mauvais état, la vitre conducteur explosée et le pare-brise avant également. Rick prit de colère menace de s'en aller mais Chris lui demande de rester alors ils partent finalement faire un tour. Ils trouvent un endroit en plein milieu des bois et Chris raconta à Rick ce qui lui était arrivé dans ses mêmes bois des années auparavant. Peu de temps après, les phares de la voitures s'éteignirent et ils rentrèrent à pied jusqu'au chalet.
Arrivée au chalet, ils constatèrent que la maison était vide mais que ça sentait le brûler. Alors que Chris passait la casserole sous l'eau, Rick partit voir dans la maison et revint vers Chris pour lui dire que tout le monde avait filer en douce. Chris étant convaincue que ses amis ne seraient jamais partis, Rick alla voir dehors ne l'attendant pas alors qu'elle voulait l'accompagner. En ouvrant la porte du chalet et en hurlant le nom de son petit copain, elle n'eue aucune réponse mais Rick était juste là, derrière le mur maintenu par Jason qui l'empêchait de dire le moindre mot. Après être rentrer au chalet, Il tua Rick en lui écrasant le crâne tellement fort avec ses mains que ses globes oculaires sortirent de leurs orbites.
Après cela, quelques gouttes d'eau couleront sur Chris, elle monta voir immédiatement à l'étage. Alors qu'elle arrive dans la salle de bain où Debbie avait pris sa douche, elle tombe sur un rideau tiré et un robinet qui continuer de couler dans la baignoire. Elle ouvrit le rideau et découvrit des vêtements baignant dans une eau à la couleur rouge sang. Inquiète, elle redescendit en bas aussitôt et sortit de la maison en criant à l'aide à Rick. Puis, elle revint une fois encore dans la maison complètement perdue et effrayée. À ce moment, le corps de Rick traversa la fenêtre et Jason fit son entrée. Il passa la fenêtre sous les yeux de Chris qui monta à l'étage à toute allure.
Après s'être enfermé dans le placard, elle saisit le couteau planté dans le corps de Debbie lorsque Jason l'entend gémir et se dirige vers le placard pour casser la porte. Une fois la main de Jason à sa portée, elle le plante aussitôt. Ouvrit la porte et lui plante à nouveau le couteau dans le genou. Elle enfonce une porte coincée manquant de près le couteau que Jason lui envoya et passe par la fenêtre. Jason la saisit mais Chris se débattant, tomba sur la terre ferme. Elle courra aussitôt jusqu'à sa camionnette mais elle tombe en panne au beau milieu du pont fragile qui craquelait sous la pressions de ses pneus. Au moment de repartir après avoir pris le relais avec la réserve d'essence de la camionnette, l'une des planches du pont craqua et une roue se coinça ce qui permit à Jason d'attraper Chris par le cou mais elle se défendit aussitôt en relevant la vitre conducteur avec la manivelle et s'enfuit dans la grange après avoir assommé Jason juste à côté. Elle la verrouille avec une pelle mais Jason réussit à entrer et verrouilla porte plus solidement pour l'empêcher de s'enfuir.
Alors que Jason fouillait chaque étable, Chris était suspendu sur le chevron central qui parcourait le long de la grange et lorsque Jason fut pile dessous, se laissa tomber sur lui. Elle monta ensuite en haut par l'échelle suivi de près par Jason bien qu'elle eue le temps de se cacher. Elle assomma Jason avec une pelle, lui enroula la corde autour du cou et le balança par les portes battantes du haut, lui brisant la nuque. Alors qu'elle pensait qu'il était enfin mort, elle redescendit en bas et réussit à déverrouiller la porte. Elle l'ouvre et Jason reprend vie devant elle, enlevant la corde autour de son cou et dévoilant son visage. Le même visage qu'elle avait vu dans la forêt bien des années auparavant. Alors qu'elle allait se faire tuer, Ali l'un des bikeurs saisit le bras de Jason qui lui coupe la main aussitôt avec sa machette. Jason s'en prend violemment au bikeur à ses pieds et Chris en profite pour saisir une hache. Lorsque Jason se retourna vers Chris, elle lui enfonce la hache dans le crâne, traversant son masque et Jason finit enfin par tomber au sol, ne faisant apparaître aucun signe de vie.
Elle se dirige vers le lac et monte dans un canoë avant de voguer sur l'eau loin de la terre ferme. À son réveil, elle est prise à une vision d'horreur, voyant encore et toujours Jason se dirigeant dans sa direction. Elle sera ensuite entraînée au fond du lac par ce qui pouvait ressembler au cadavre de Pamela Voorhees imbibée par des années qu'elle aurait passer au fond de l'eau (comme Alice par Jason dans le toute premier film). Elle sera sortie du lac par les agents de police qui découvrirent avec effroi la pile de cadavre et le corps de Jason inanimé dans la grange.

### Victimes

#### Rick Bombay
- interprété par Paul Kratka

#### Andy Beltrami
- interprété par Jeffrey Rogers

En 1984, Andy et ses amis partent dans une station balnéaire de Crystal Lake à Higgins Haven. Au soir, il participe à un concours de jonglage contre Shelly en présence de Vera et Debbie, sa petite-amie qui le convainc d'utiliser ses mains a des choses plus intéressantes. Il fait l'amour avec Debbie dans leur chambre sur le hamak qui leur servait de lit. Plus tard, Debbie part prendre sa douche et Andy lui demande si elle veut une bière puisqu'il descendait s'en cherchait une. En remontant, Debbie lui demande s'il est encore près de la porte mais Jason lui enfonce sa machette dans l'entre-jambes alors qu'il faisait l'équilibre en marchant. Son corps sera ensuite déposé sur les chevrons de leurs chambres au dessus du hamak et sera découvert par Debbie qui lisait un magazine et dont quelques gouttes de sang s'y était déposé.

#### Shelly Finklestein
- interprété par Larry Zerner

#### Vera Sanchez
- interprété par Catherine Parks

#### Debbie Klein
- interprété par Tracie Savage

Elle est la petite-amie d'Andy Beltrami et se rend avec ses amis et lui à Higgins Haven pour prendre du bon temps. Nous apprenons qu'elle est enceinte d'Andy lorsqu'ils se rendent dans la camionnette de Chris jusqu'au chalet. C'est elle qui aperçoit l'homme couché au milieu de la route et qui prévient Chris avant qu'elle ne l'écrase. Une fois à Higgins, elle découvre sa chambre et le hamak qui lui servira de lit avec Andy. Après une balade avec Andy, celui-ci lui propose de visiter l'écurie mais ne voulant pas se retrouver avec de la paille sur ses vêtements, elle décline son offre. Dans la soirée, alors que Rick et Chris sont partis faire un tour, elle assiste à un concours de jonglage entre Shelly et Andy avec Vera. S'ennuyant de la continuité interminable de ce concours idiot, elle convainc Andy de se servir de ses mains pour des choses plus intéressantes. Arrivée à l'étage, ils font l'amour sur le hamak avant qu'elle aille prendre une douche laissant Andy seul quelques instants. Sous la douche, Andy se faufile jusqu'au rideau en faisant le poirier et lui demande si elle veut une bière. Andy ayant oublié de refermer la porte, elle met une serviette autour de la taille et referme la porte jusqu'au retour d'Andy. Pendant ce temps, elle changea d'avis pour la bière et essaye de prévenir Andy qui ne l'entendit pas. Quelques secondes après, elle demande à Andy s'il était encore là mais avant qu'il n'ait eu le temps de répondre, il se fit tuer par Jason dans le couloir, à côté de la porte. Son corps est ensuite déposé sur les chevrons se situant au dessus du hamak dans leurs chambres. En sortant de la douche, elle prend un magazine et le feuillette sur le lit. Quelques gouttes de sang se mirent à couler sur le magazine et c'est en levant la tête qu'elle découvre le corps de son petit-ami plié en deux entre les chevrons. Elle se fit tuer à ce même moment par Jason qui lui enfonça une pique ressemblant à un genre de poignard dans la gorge par le dessous du hamak et en lui tenant la tête. Elle est la 16e victime de Jason Voorhees.

#### Fox
- interprété par Gloria Charles

Fox est l'une des trois bikeuses que rencontrent Shelly et Vera dans la supérette au moment de payer leurs courses. Pour se venger, leur chef « Ali », Locco et elle-même se rendent à Crystal Lake pour vider le réservoir de leur camionnette et s'apprête à incendier la grande. En attendant qu'Ali vide le réservoir dans les jerricanes, elle se rend dans la grange pour s'occuper et se balance même à la corde par laquelle Rick faisait monter la paille pour chevaux. Alors que Loco lui demande d'arrêter ses conneries, il détourne les yeux un court instant, un court instant qui permit à Jason d'attraper Fox, la tuer et l'accrocher aux fixations de la grange transpercer d'une fourche à travers la gorge.

#### Ali
- interprété par Nick Savage

#### Chili Jachson
- interprété par Rachel Howard

#### Charles «Chuck» Garth
- interprété par David Katims

#### Loco
- interprété par Kevin O'Brien

Loco est l'un des trois bikeurs avec Ali et Fox. Il saisit Shelly avec Ali alors que Vera était en caisse avec Fox qui refusait de lui rendre le porte-feuille de Shelly tant que Vera n'avait pas demandée poliment de lui rendre. Après cela, Shelly renversera les motos par accident mais pris de rage après qu'Ali est cassé la vitre conducteur et le pare-brise manque de lui rentrer dedans avec la voiture de Rick. Alors Ali, Fox et lui se rendent à Crystal Lake pour leur rendre la monnaie de leur pièce. Pendant qu'Ali vide le réservoir de la camionnette, il surveille les alentours pour être sûr de ne pas être surpris par l'un des jeunes. Prévoyant d'utiliser le carburant récupéré pour incendier la grange où se trouve Fox, il la trouve en train de se balancer sur la corde qui a servi à faire monter la paille et lui demande d'arrêter ses conneries. Il détournera le regard un quart de secondes que Fox n'était plus visible en haut de la grange. Il entre dans la grange et en montant à l'étage retrouve Fox morte fixée aux chevrons par une fourche qui lui traversa la gorge. Il se fît également tuer avec une fourche dans l'abdomen qui lui ressortit de l'autre côté tellement le coup était brutal.

#### Edna Hockett
- interprété par Cheri Maugans

Edna est la femme d'Harold et la copropriétaire de la supérette situé sur la route d'Higgins Haven. Elle surprit Harold faire tomber le bâton qui faisait tenir la corde à linge alors qu'elle regardait les informations régionales. Après l'avoir réprimandé, elle se remet à regarder la télé et apprend avec stupeur qu'il y avait eu une tuerie non-loin de leur boutique et qu'une des victimes avait survécu bien que les autres n'avaient pas eu cette chance. Puis elle sera surprise une fois encore par un bruit, en regardant par la fenêtre elle crut voir Harold et se fâche. Elle sort et ramasse le linge mais s'arrête après avoir vu une silhouette derrière le linge. Ne suivant pas la silhouette, elle rentre chez elle avec le linge qu'elle avait déjà ramassée. Peu de temps après, elle réprimandera son mari pour ne pas avoir respecté le régime que son médecin lui avait prescrit. Plus tard, elle cherchera Harold et se fera assassinée contre la porte des toilettes menant à l'extérieur par une de ses aiguilles à tricoter.

#### Harold Hackett
- interprété par Steve Susskind

Harold est l'un des propriétaires de la petite supérette installée à Crystal Lake sur la route menant à Higgins Haven. Il est marié à sa femme, Edna et tient la boutique avec elle. Après s'être fait réprimander par sa femme en ayant fait tomber le bâton qui tenait la corde à linge, il retourne dans la boutique. Essayant de donner à manger à ses poissons qui refusent de manger leur repas, il goûte les petites graines et les recrache lorsqu'il se rend compte de la composition (mouche broyée et asticot). Après cela, il voit son lapin se balader sur les salades, il l'attrape et avant de le ramener à la grange se saisit d'un beignet et se fait surprendre quelques secondes après par sa femme qui sera mécontente de voir qu'il ne respecte pas son régime pour sa perte de poids. Elle lui demande de ramener cet animal plein de vermines là où il l'a prit en parlant du lapin, ce qu'il fit aussitôt en reprenant le beignet. Il prit peur dans la grange quand un serpent lui fit face et rentre chez lui en courant et s'empressa d'aller aux toilettes. Aux toilettes, il vit un rideau bouger au loin et se leva pour aller voir mais ce n'était rien. Il décide alors d'aller voir à la porte s'il y avait quelqu'un et c'est que lorsqu'il rouvre la porte pour la seconde fois qu'il se fond enfoncer un couteau de boucher dans la poitrine. Il meurt instantanément.

## Vendredi 13: Chapitre final(1984)

### Survivants

#### Trish Jarvis
- interprété par Kimberly Beck

#### Tommy Jarvis
- interprété par Corey Feldman

Tommy apparaît pour la toute première fois en 1984 alors qu'il était encore un jeune garçon passionné de jeux vidéo et de masques qu'il fabriquait lui-même résidant avec sa mère et sa sœur, Trish à Crystal Lake. Il est obligé de se battre pour survivre lorsque Jason assassine un par un le petit groupe ayant emménagé dans la maison d'à côté. Pour tenter de tromper Jason, il se rasera le crâne après avoir vu un article montrant Jason quand il était encore enfant et se faire passer pour lui. Jason tombe dans le piège quelques secondes avant que Trish ne lui donne un coup de machette qui fit tomber son masque à terre. Alors que Jason allait s'en prendre à sa sœur, il saute des escaliers et ramasse la machette sur le sol avant de lui enfoncer dans l'œil, la lame s'enfonçait profondément à mesure que sa tête glissait le long de celle-ci. Alors qu'ils le crurent mort, il prit sa sœur dans les bras, mais vit les doigts de Jason bouger lentement et prit d'une peur qu'il ne se relève, la colère l'envahit et il s'en prend violemment au tueur à coup de machette qu'il tenait encore dans sa main.

### Victimes

#### Rob Dier
- interprété par Erich Anderson

#### Sara Parkington
- interprété par Barbara Howard

#### Doug Bell
- interprété par Peter Barton

#### Ted Bowen
- interprété par Lawrence Monoson

#### Mme Jarvis
- interprété par Joan Freeman

#### Jimmy Mortimer
- interprété par Crispin Glover

#### Paul Guthrie
- interprété par Clyde Hayes

#### Samantha Lane
- interprété par Judie Aronson

#### Tina Moore
- interprété par Camilla More

#### Terri Moore
- interprété par Carey More

#### Axel Burns
- interprété par Bruce Mahler

#### Morgan
- interprété par Lisa Freeman

## Vendredi 13, chapitre V: Une nouvelle terreur(1985)

### Survivants

#### Pam Roberts
- interprété par Melanie Kinnaman (en)

#### Reggie Winter
- interprété par Shavar Ross

#### Tommy Jarvis
- interprété par John Shepherd (en)

Six ans après les événements qui ont traumatisé son enfance, Tommy a maintenant 18 ans. Il est aujourd'hui libéré de l'hôpital psychiatrique et est envoyé dans un camp de réadaptation à Pinehurst. Après que l'un des « dingues » Vic (surnom donné par les habitants à proximité) assassine brutalement un de ses camarades avec une hache et le découpe en petits morceaux, une série de meurtres recommence et il semblerait que ce soit étroitement lié à Jason Voorhees. L'esprit de Tommy, encore fragile replonge dans des visions cauchemardesques. Ses visions avaient bien failli le tuer, croyant que Jason était une hallucination alors qu'il se trouvait qu'à quelques mètres de lui. On apprend seulement à la fin du film lorsque Tommy tranche le poignet du tueur et le fait empaler sur des piques que c'était un imitateur du nom de Roy Burns, le père du garçon découpé en petits morceaux par Vic.

### Victimes

#### Matt
- interprété par Richard Young

#### Robin
- interprété par Juliette Cummins

#### Ethel Hubbard
- interprété par Carol Locatell

#### George
- interprété par Vernon Washington

#### Eddie
- interprété par John Robert Dixon

#### Violet
- interprété par Tiffany Helm

#### Jake
- interprété par Jerry Pavlon

#### Duke
- interprété par Caskey Swaim

#### Vic
- interprété par Mark Venturini

#### Vinnie
- interprété par Anthony Barrile

#### Pete
- interprété par Corey Parker

#### Joey Burns
- interprété par Dominick Brascia

#### Billy
- interprété par Bob DeSimone

#### Anita
- interprété par Jere Fields

#### Demon Winter
- interprété par Miguel A. Núñez Jr.

#### Lana
- interprété par Rebecca Wood

#### Junior Hubbard
- interprété par Ron Sloan

#### Raymond
- interprété par Sonny Shields

#### Tina
- interprété par Debi Sue Voorhees

## Vendredi 13, chapitre VI: Jason le mort-vivant(1986)

### Survivants

#### Megan Garris
- interprété par Jennifer Cooke

#### Tommy Jarvis
- interprété par Thom Matthews

Des années passèrent et Tommy revient une fois de plus se confronter aux fantômes de son passé alors qu'il est adulte. Il se rend avec son ami Oz Hawes au cimetière où a été enterré Jason et profane sa tombe en le déterrant et en ouvrant le cercueil malgré le désaccord de son ami Oz. Lorsque le cercueil fut ouvert, il se remémore les meurtres auxquels il a survécu avec sa sœur Trish et prit d'une colère, il prit une pique qui entourait le cimetière et lui enfonce plusieurs fois dans la poitrine. Alors qu'il allait brûler son corps, un éclair frappa la pique enfoncé dans le corps de Jason et lui redonna la vie, le rendant par la suite, immortel. Jason attrape Tommy mais il parvient à s'échapper, Oz s'enfuit dès qu'il voit Jason se relever mais revient quelques minutes après pour le frapper à coup de pelle qui se cassa sur sa tête. Jason lui plongea sa main dans la poitrine et le tua aussitôt le faisant tomber dans le cercueil qui se referma. Tommy s'enfuit du cimetière, remonte dans sa voiture et roule jusqu'au commissariat. Le shérif Garris ne le prenant pas au sérieux, l'enferme dans une cellule lorsque Tommy s'énerve et tente de subtiliser une des armes de la vitrine. Par la suite, une pile de cadavre commençait à s'empiler et le shérif ne croyait toujours pas au retour ou plutôt en la renaissance de Jason Voorhees, il tente même de mettre tous les cadavres sur le dos de Tommy afin que sa fille Megan ne s'en approche plus. Megan et lui font diversions pour le libérer et leur manœuvre fonctionne puisqu'ils enferment le député Rick Cologne, responsable de sa surveillance. Avec un plan en tête, il se rend à Forest Green (anciennement Crystal Lake) avec Megan pour en finir avec Jason et le renvoyer là où il ne fera plus jamais de mal à personne = Au fond du lac. Son plan fonctionne mais Tommy remonte à la surface, flottant et sans rythme cardiaque. Megan saute dans l'eau pour le ramener sur le rivage mais Jason lui saisit le pied et la tire au fond de l'eau, elle arrive à se débattre et à forcer Jason à la lâcher en le blessant avec l'hélice du bateau que Tommy a utilisé. Une fois sur le rivage, elle tente tout ce qu'elle peut pour lui faire recracher l'eau de ses poumons et y parvient.

### Victimes

#### Shérif Michael Garris
- interprété par David Kagen

#### Paula
- interprété par Kerry Noonan

#### Sissy Baker
- interprété par Renée Jones

#### Cort
- interprété par Tom Fridley

#### Nikki
- interprété par Darcy DeMoss

#### Député Pappas
- interprété par Michael Swan

#### Darren
- interprété par Tony Goldwyn

#### Lizabeth
- interprété par Nancy McLoughlin

#### Oz Hawes
- interprété par Ron Palillo

#### Larry
- interprété par Alan Blumenfeld

#### Stan
- interprété par Matthew Faison

#### Katie
- interprété par Ann Ryerson

#### Roy
- interprété par Whitney Rydbeck

#### Martin
- interprété par Bob Larkin

#### Burt
- interprété par Wallace Merck

#### Steven
- interprété par Roger Rose

#### Annette
- interprété par Cynthia Kania

## Vendredi 13, chapitre VII: Un nouveau défi(1988)

### Survivants

#### Tina Shepard
- interprété par Lar Park-Lincoln

#### Nick
- interprété par Kevin Spirtas

Nick est le cousin de Michael. Melissa tente par tous les moyens de l'emmener dans son lit mais il jettera son dévolu sur Tina, la voisine possédant des pouvoirs psychokinétique et accompagnée de sa mère et de son docteur. Il prétend ne pas avoir d'amis à Crystal et que la seule raison de sa venue est l'anniversaire de son cousin qui a été tué par Jason avec un genre de poignard mais à cet instant, Nick l'ignorait encore. Il invite Tina à l'anniversaire de Michael mais au cours d'une étrange vision, elle fait tomber sa bière et rentre chez elle avant que Nick ne puisse la retenir. Plus tard, Tina lui révélera que Nick est mort mais il ne croyait pas à cela. Cependant, il se mit à appeler un peu partout pour savoir si quelqu'un avait eu des nouvelles de son cousin. Nick fait face au cadavre de son cousin après avoir retrouvé Tina en plein cœur de la forêt. Ils rentrent tous deux chez les Shepard. Nick laisse Tina un court instant le temps d'avertir les amis de Michael. Ils découvrent le corps d'Eddie sous la table et retourne en vitesse chez Tina mais elle n'était plus là par-contre Melissa était là. Il lui explique mais Melissa le croit fou à force de traîner avec Tina. Après un énorme bruit, Tina rentre et dit à Nick qu'elle a tué Jason et qu'il avait tué sa mère. Melissa s'exclame à rentrer pour dormir ne croyant toujours pas Tina et Nick mais en ouvrant la porte, elle se fait défoncer le visage à coup de hache et projeter derrière la télé sous les yeux de Nick et Tina. Après avoir cru avoir assommé Jason, ils essayent de sortir de la maison mais la porte refusait de s'ouvrir. À ce moment, Jason passe à travers le mur qui se trouvait sous les escaliers, attrape Nick et le jette violemment contre le mur du fond. Lorsqu'il reprend connaissance, il trouve Tina dans le sous-sol de la maison envahit par le feu et fait sortir Tina lui expliquant que ça allait exploser. Arrivée sur le ponton, la maison des Shepard explose et pensant s'en être sorti, ils se prennent dans les bras mais Jason revient une fois de plus. Nick lui tire dessus plusieurs fois mais cela ne faisait rien, il se fait ensuite assommé par Jason et jeter dans le canoë. Il reprend une dernière fois connaissance à l'intérieur de l'ambulance où se trouve Tina qui lui explique s'être débarrasser de Jason.

### Victimes

#### Melissa
- interprété par Susan Jennifer Sullivan

#### Dr Crews
- interprété par Terry Kiser

#### Amanda Shepard
- interprété par Susan Blu

#### Sandra
- interprété par Heidi Kozak

#### Michael
- interprété par William Butler

#### Jane
- interprété par Staci Greason

#### Russell
- interprété par Larry Cox

#### Eddie
- interprété par Jeff Bennett

#### Maddy
- interprété par Diana Barrows

#### Robin
- interprété par Elizabeth Kaitan

#### David
- interprété par Jon Renfield

#### Dan
- interprété par Michael Schroeder

#### Ben
- interprété par Craig Thomas

#### Kate
- interprété par Diane Almeida

## Vendredi 13, chapitre VIII: L'Ultime Retour(1989)

### Survivants

#### Rennie Wickham
- interprété par Jensen Daggett

#### Sean Robertson
- interprété par Scott Reeves

### Victimes

#### Colleen Van Deusen
- interprété par Barbara Bingham

#### Deck Hand
- interprété par Alex Diakun

#### Charles McCulloch
- interprété par Peter Mark Richman

#### Amiral Robertson
- interprété par Warren Munson

#### Jim Carlson
- interprété par Fred Henderson

#### Tamara Mason
- interprété par Sharlene Martin

#### Jim Miller
- interprété par Todd Shaffer

#### Suzi Donaldson
- interprété par Tiffany Paulsen

#### Eva Watanabe
- interprété par Kelly Hu

#### Miles Wolfe
- interprété par Gordon Currie

#### J.J. Jarrett
- interprété par Saffron Henderson

#### Wayne Webber
- interprété par Martin Cummins

#### Julius Gaw
- interprété par Vincent Craig Dupree

#### Bandit 1
- interprété par Michael Benyaer

#### Bandit 2
- interprété par Sam Sarkar

#### Officier de police
- interprété par Roger Barnes

## Vendredi 13: Jason va en enfer(1993)

### Survivants

#### Steven Freeman
- interprété par John D. LeMay

#### Jessica Kimble
- interprété par Kari Keegan

### Victimes

#### Creighton Duke
- interprété par Steven Williams

#### Robert Campbell
- interprété par Steven Culp

#### Diana Kimble
- interprété par Erin Gray

#### Joey B
- interprété par Rusty Schwimmer

#### Coroner
- interprété par Richard Gant

#### Shelby
- interprété par Leslie Jordan

#### Shérif Ed Landis
- interprété par Billy Green Bush (en)

#### Officier Randy Parker
- interprété par Kipp Marcus

#### Josh
- interprété par Andrew Bloch

#### Ward
- interprété par Adam Cranner

#### Vicki
- interprété par Allison Smith

#### Agent Elizabeth Marcus
- interprété par Julie Michaels

#### Luke
- interprété par Michael B. Silver

#### Deborah
- interprété par Michelle Clunie

#### Alexis
- interprété par Kathryn Atwood

## Jason X(2002)

### Survivants

#### Rowan LaFontaine
- interprété par Lexa Doig

#### Tsunaron Peyton
- interprété par Chuck Campbell

#### Kay-Em 14
- interprété par Lisa Ryder

Kay-Em est un androïde particulièrement intelligent créé par Tsunaron, un étudiant très talentueux qui tombe amoureux de sa création. Elle accompagne Tsunaron et son groupe sur Terre à bord d'une navette du Grendell, un cargo catamaran de classe IV où ils feront la découverte de Rowan et Jason cryogéniser depuis plus de 400 ans. Elle informe le groupe qu'ils peuvent redonner vie à Rowan. Le groupe ramène donc Rowan et Jason à bord du vaisseau. Lorsqu'il est devenu évident que Jason aussi était revenu à la vie malgré les avis contraires de leurs ordinateurs, elle devient plus combative et affronte Jason. Elle prend le dessus assez rapidement et le démembre bout par bout, le laissant mort sur la table médicale du labo 1. Le vaisseau étant en piteux états, ils doivent déconnectés les coursives en les faisant exploser. Elle et Tsunaron partent à l'armurerie chercher les explosifs et pendant ce temps, Jason se faisait remettre sur pied par les microns du labo 1. Lorsque Jason revient sous une forme plus impressionnante, elle tente de l'affronter mais il a suffi d'un seul coup de Jason pour la décapiter. Tsunaron se servira d'elle par la suite pour tenter de tromper Jason avec des changements de décors virtuels et des incorporations de détails visant à lui rappeler Crystal Lake. La ruse fonctionne un court temps puisqu'il découvre la supercherie et fonce sur Tsunaron, Rowan et Kay-Em. Une explosion de la coque du vaisseau fit trembler la pièce projetant nos 2 rescapés et sa tête au sol. Rowan aide Tsunaron a rejoindre la navette et retourne chercher la tête de Kay-Em. Alors que Jason arrive, le sergent Brodski verrouille la porte et la navette part. Dans une dernière explosion qui fit disparaître le vaisseau bout par bout, Jason tente de rejoindre la navette mais Brodski l'en empêche.

### Victimes

#### Sergent Brodski
- interprété par Peter Mensah

#### Janessa
- interprété par Melyssa Ade

#### Waylander
- interprété par Derwin Jordan

#### Professeur Lowe
- interprété par Jonathan Potts

#### Azrael
- interprété par Dov Tiefenbach

#### Dr. Wimmer
- interprété par David Cronenberg

#### Fat Lou
- interprété par Boyd Banks

#### Adrienne
- interprété par Kristi Angus

#### Crutch
- interprété par Philip Williams

#### Stoney
- interprété par Yani Gellman

#### Dieter Perez
- interprété par Robert A. Silverman

#### Kicker
- interprété par Barna Moricz

#### Briggs
- interprété par Dylan Bierk

#### Dallas
- interprété par Todd Farmer

#### Condor
- interprété par Steve Lucescu

#### Sven
- interprété par Thomas Seniuk

#### Geko
- interprété par Amanda Brugel

## Freddy vs Jason(2003)

### Survivants

#### Lori Campbell
- interprété par Monica Keena

#### Will Rollins
- interprété par Jason Ritter

### Victimes

#### Kia Waterson
- interprété par Kelly Rowland

#### Gibb Smith
- interprété par Katharine Isabelle

#### Charlie Linderman
- interprété par Christopher George Marquette

#### Adjoint Scott Stubbs
- interprété par Lochlyn Munro

#### Bill Freeburg
- interprété par Kyle Labine

#### Trey
- interprété par Jesse Hutch

#### Blake Mueller
- interprété par David Kopp

#### Mr Mueller
- interprété par Brent Chapman

#### Shack
- interprété par Chris Gauthier

#### Frisell
- interprété par Alex Green

#### Heather
- interprété par Odessa Munroe

#### Organisateur de la soirée
- interprété par Colby Johannson

#### Le gardien de l'asile
- interprété par Tony Willett

## Vendredi 13(2009)

### Survivants

#### Clay Miller
- interprété par Jared Padalecki

Clay est le frère de Whitney Miller et part à sa recherche après qu'elle ne soit jamais revenue de sa virée entre copains. Il se rend jusqu'à Crystal Lake pour faire du porte-à-porte avec des affiches de sa sœur disparue. Lors de ses recherches, une vieille femme lui révèle qu'elle n'a pas disparue mais qu'elle a été tuée. Pensant qu'il ne s'agissait que d'une folle avec son chien aigri, il continue ses recherches et tombe sur la maison de Trey, Jenna lui ouvre la porte et compatis sincèrement à la disparition de sa sœur. Quand Trey le voit, il le vire immédiatement mais Jenna le suit et alors qu'il commença à faire nuit, il tombe sur un GPS appartenant à Wade quand il cherchait le champ de cannabis avec Richie. Quelques secondes plus tard, ils sont surpris par un bruit venant dans leurs directions, il se mirent tous les deux sous les canoës et c'est à ce moment que Jason fait son apparition avec le corps de Donnie décapité. Jason aperçoit le sac de Clay au sol, jette le cadavre à leurs pieds et allume les lumières du terrains de jeu, renverse tous les canoës mais Clay et Jenna s'était vite réfugiés derrière les cibles de tir à l'arc. Jason s'en va avec le sac de Clay et le cadavre de Donnie sur son épaule. Ils s'enfuirent et retournent chez Trey. Ils leur expliquent qu'il y a un tueur dehors, sans savoir qui il est. Plus tard, un policier arrive à la porte mais se fait aussitôt tuer par Jason avec un tisonnier dans l'œil qui traversa la porte d'entrée de Trey. Ils s'enfuirent une fois de plus, se séparant de Trey. Ils rejoignent une maison qui mène à des galeries souterraines, l'endroit où était retenu la sœur de Clay. Une fois le frère et la sœur retrouvés, Jason revient dans les galeries et une poursuite s'engagea. Alors qu'ils allaient enfin s'échapper tous les trois, Jenna se fait tuer à coup de machette enfoncé dans la gorge. Clay dévasté refuse de la laisser mais Whitney l'attrape par le bras et lui supplie de s'en aller. Ils arrivent à sortir des galeries par une sortie dissimulée dans un bus scolaire renversé. Jason réapparaît mais ils arrivèrent à s'en débarrasser dans la scierie où travaillait Donnie en l'enchaînant puis en jettant la chaîne dans la scieuse à bois. Une fois qu'ils le crurent mort, ils prirent son corps et l'emmena jusqu'au lac pour le jeter au fond avec son masque et le pendentif que Whitney avait pris dans la maison au début du film. Jason ressurgit une dernière fois des profondeurs entre Clay et Whitney.

#### Whitney Miller
- interprété par Amanda Righetti

### Victimes

#### Jenna
- interprété par Danielle Panabaker

#### Trent Sutton
- interprété par Travis Van Winkle

#### Chewie
- interprété par Aaron Yoo

#### Britney
- interprété par Julianna Guill

#### Lawrence
- interprété par Arlen Escarpeta

#### Chelsea
- interprété par Willa Ford

#### Nolan
- interprété par Ryan Hansen

#### Wade
- interprété par Jonathan Sadowski

Wade est l'un des amis de Whitney Miller. Alors que Richie et Amanda se chauffaient mutuellement, Wade décida de leur laisser un peu d'intimité. Il se fera couper l'oreille et tuer par Jason alors qu'elle venait de trouver le champ de cannabis par accident en pissant dessus alors qu'il écoutait de la musique.

#### Richie
- interprété par Ben Feldman

Richie était le petit-ami d'Amanda et l'un des amis de Whitney Miller. Il se fera prendre dans un piège à ours de Jason alors qu'il venait de trouver le corps de Wade pensant que c'était lui qui les espionnait en train de faire l'amour. Il vit le corps d'Amanda brûler sous ses yeux sans rien pouvoir faire et supplie Whitney de l'aider lorsqu'elle revient à toute allure jusqu'aux campements. Jason arrive derrière Whitney en courant et enfonce sa machette dans le crâne de Richie, ce qui le tua instantanément sous les yeux horrifiés de Whitney.

#### Mike
- interprété par Nick Mennell

#### Amanda
- interprété par America Olivo

Amanda était la petite-amie de Richie et l'une des amies de Whitney Miller. Elle se fera brûler dans son sac de couchage suspendu au dessus de leur feu de camp sous les yeux impuissants de Richie, blessé et piégé dans un piège à ours.

#### Donnie
- interprété par Kyle Davis

Donnie travaillait dans la scierie où il rencontrera Clay recherchant sa sœur. Il essaye de lui vendre du cannabis qu'il a trouvé dans les environs mais Clay décline et s'en va. Plus tard, Donnie se fera décapité par Jason à l'étage de la scierie. C'est après cela que Jason trouvera le masque de Hockey.

#### Agent Lund
- interprété par Travis Davis

L'agent Lund est l'agent envoyé chez Trey. Il se fait tuer à coup de tisonnier enfoncer dans l'œil par Jason, le tisonnier traversant la porte de Trey avant qu'ils ne puissent lui ouvrir.